# 日東航空整備
日東航空整備株式会社（にっとうこうくうせいび）は、かつて存在した、東京国際空港内に本社を置く航空機関連の点検･整備などを行う企業。旧日本エアシステムと日本飛行機が50%ずつ出資する。

## 概要
現在はJALグループに属しているが、元は旧日本エアシステムグループの企業であり、「日東」は同社の前身企業の1つである東亜国内航空の東と日本飛行機の日を一字ずつとって成り立っている。東亜国内航空のルーツの一つに同じ名前の日東航空があるが、名前の関連性は定かではない。YS-11の整備で実績があり、現在は主にマクドネル・ダグラスMD-80、マクドネル・ダグラスMD-90、エアバスA300-600Rなど、旧日本エアシステムの機材整備を行っている。一時、JALグループの整備会社4社やJALインターナショナル整備部門が統合され発足した整備会社JALエンジニアリングへの統合も検討されたが、更なる業務の効率化のためMD系列とA300-600Rの全機の退役により急激な業務量の減少が見込まれるため2011年3月末日以降、清算されることが決定された。
残るMD90などの整備はJALエンジニアリングに引き継がれる予定だが一部で安全性や解雇による雇用問題が指摘されている。
仕事が大幅に減らされていた同社は、2012年5月9日、東京地方裁判所において、破産手続きの開始決定を受けた。負債額は約13億円。